# Echium decaisnei
Az Echium decaisnei a borágófélék (Boraginaceae) családjának egyik faja.

## Előfordulása
Az Echium decaisnei eredeti előfordulási területe a Kanári-szigetek. Manapság viszont több helyen is dísznövényként termesztik; főleg a melegebb helyeken.

## Alfaja
- Echium decaisnei subsp. purpuriense Bramwell - szin: Echium famarae Lems & Holzapfel

## Megjelenése
Ez a bokorszerű borágófaj, körülbelül 1,2-1,8 méter magasra és ugyanannyi szélesre nő meg. Évelő örökzöld növény, melynek virágai a világoskéktől egészen az ibolyaszínűig változnak.

## Életmódja
Az erős Napsütést kedveli, bár a részleges árnyékot is megtűri. Késő télen és kora tavasszal virágzik.

## Képek

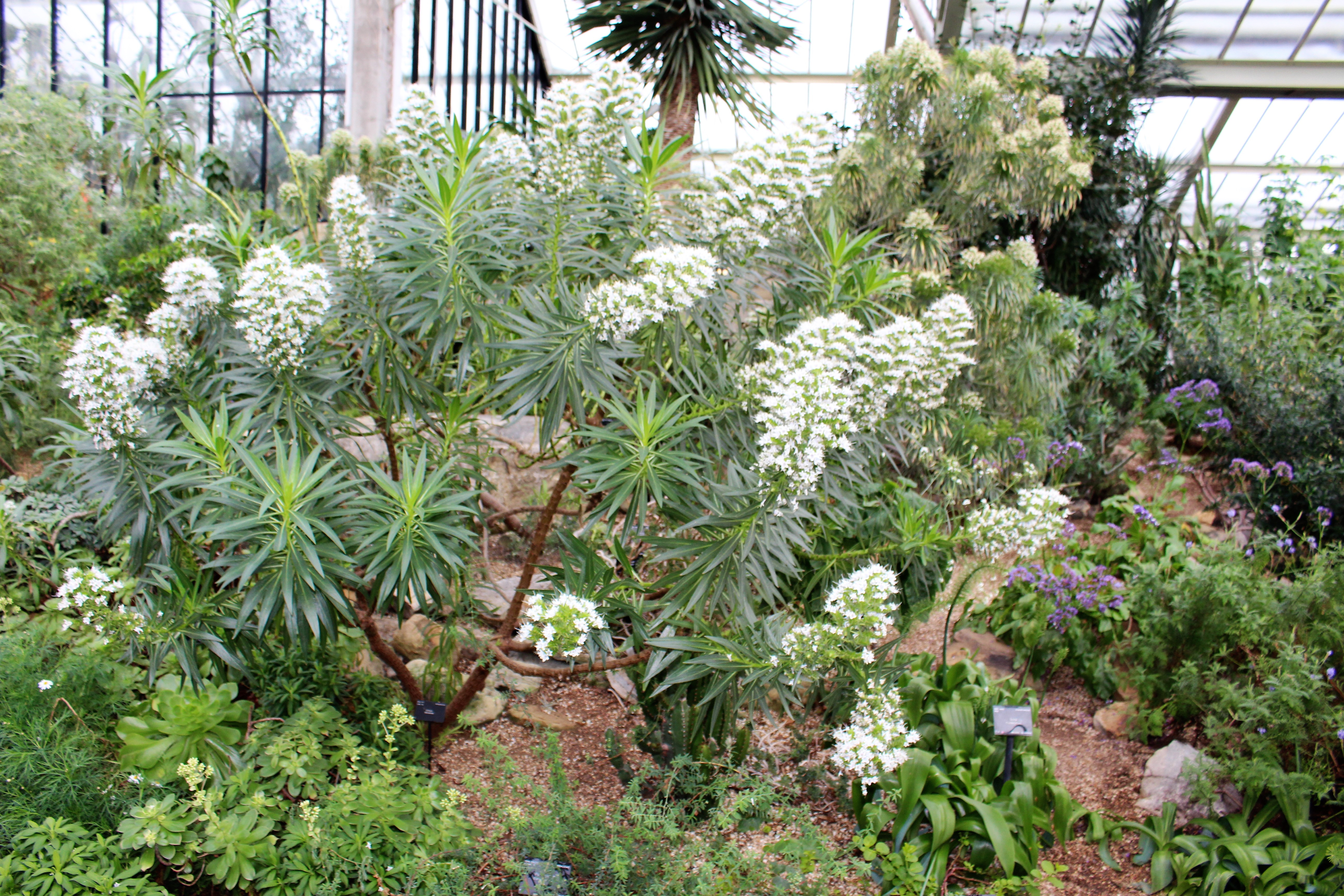
A növény
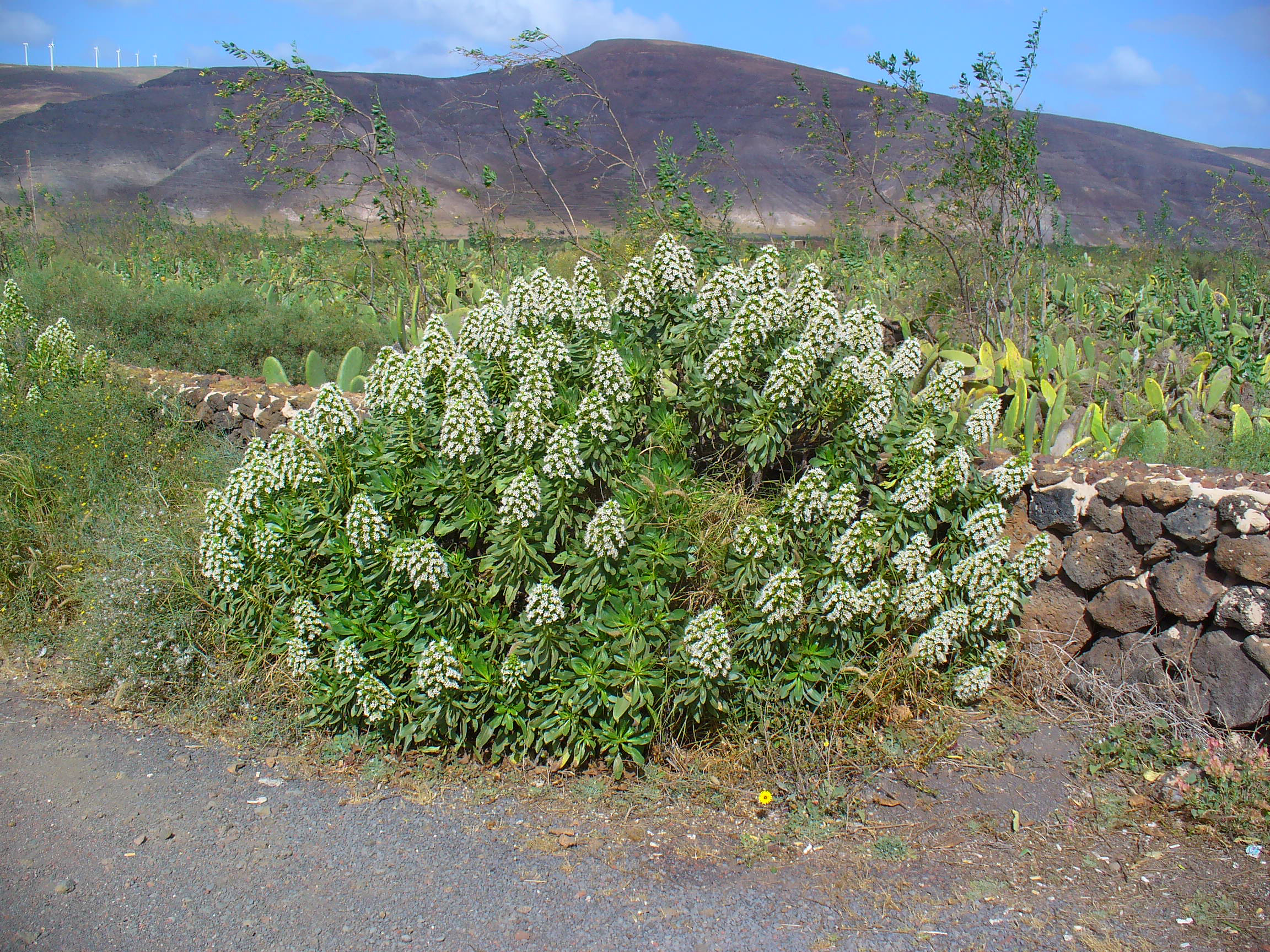
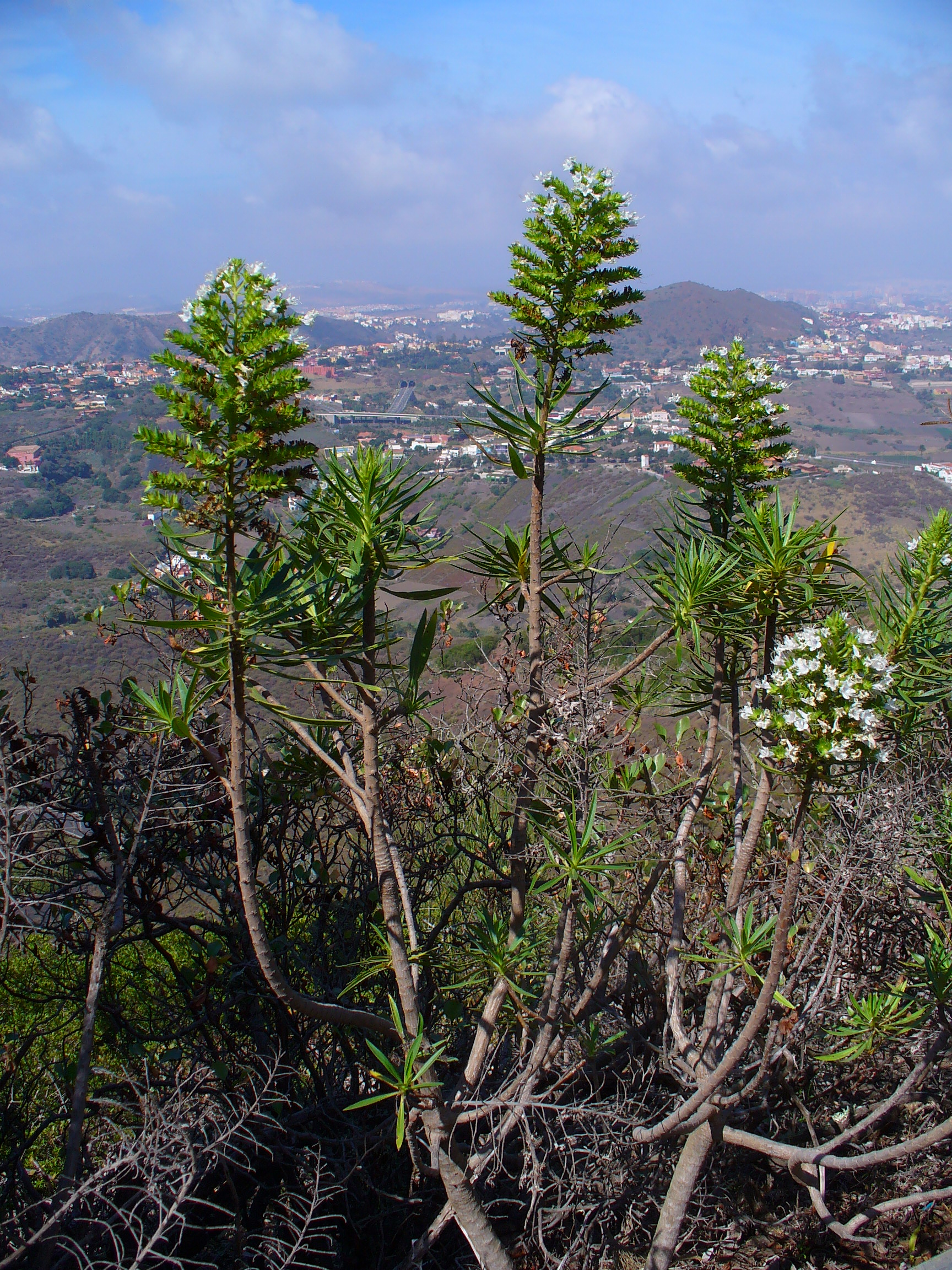
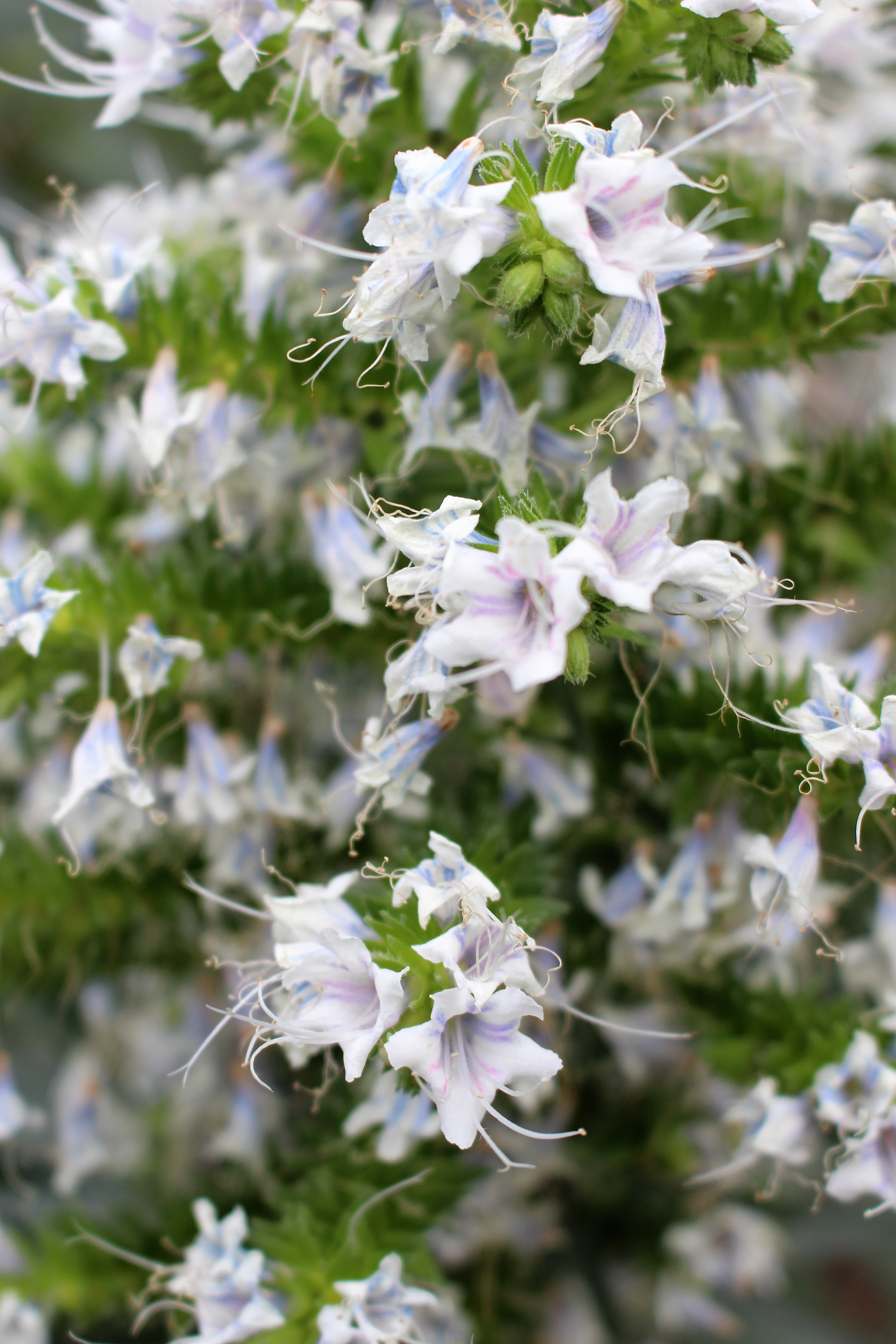
Virágai
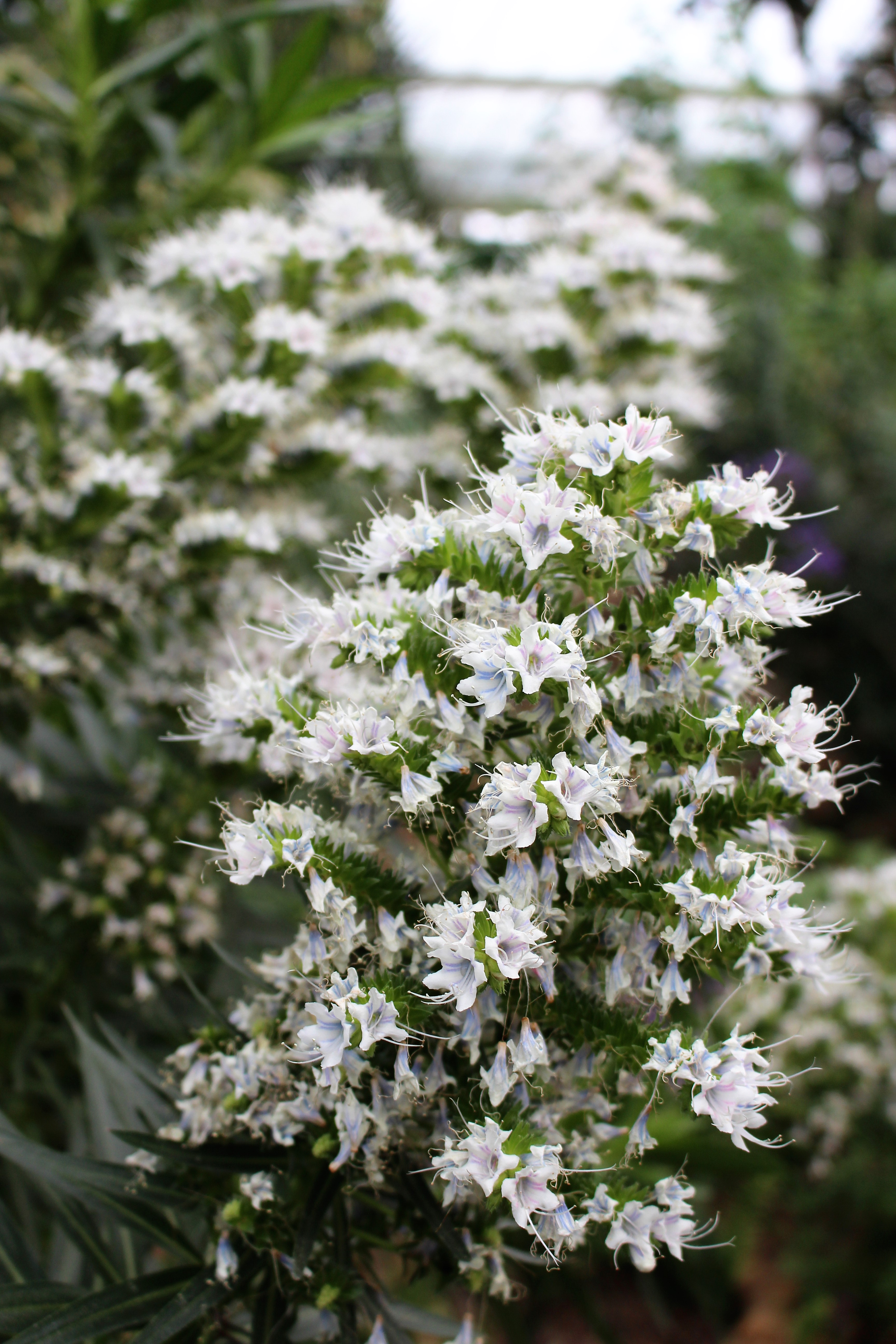